# غوردون تومسون (لاعب كرة الريشة)
غوردون تومسون (بالإنجليزية: Gordon Thomson)‏ هو لاعب كرة الريشة بريطاني، ولد في 5 أغسطس 1985.

## وصلات خارجية
- غوردون تومسون على موقع BWF.tournamentsoftware.com (الإنجليزية)
- غوردون تومسون على موقع BWFbadminton.com (الإنجليزية)